# Adam John Parker

Bischofswappen von Adam John Parker

Adam John Parker (* 13. Januar 1972 in Cleveland) ist ein US-amerikanischer Geistlicher und römisch-katholischer Weihbischof in Baltimore.

## Leben
Adam John Parker absolvierte nach dem Abschluss der Highschool ein Bachelorstudium in Kommunikationswissenschaft an der University of Maryland, College Park. 1994 trat er in das Priesterseminar in Baltimore ein und wechselte 1995 an das Päpstliche Nordamerika-Kolleg in Rom. Am 27. Mai 2000 empfing er die Priesterweihe für das Erzbistum Baltimore. Im Folgejahr erwarb er an der Päpstlichen Universität Gregoriana das Lizenziat in Sakramententheologie.
Nach verschiedenen Aufgaben in der Pfarrseelsorge wurde er im Jahr 2007 persönlicher Sekretär von Erzbischof Edwin Frederick O’Brien und Vizekanzler der Diözesankurie. Im Jahr 2011 erhielt er den Ehrentitel Päpstlichen Ehrenkaplans. Er folgte Kardinal Brien im Jahr 2012 bei dessen Berufung nach Rom und blieb zunächst dessen Sekretär. Er war von 2012 bis 2013 im Großmagisterium des Ritterordens vom Heiligen Grab zu Jerusalem Assistent und Privatsekretär
des neuen Großmeisters des Ordens, Kardinal Edwin O’Brien. 2014 wurde er Generalvikar und Moderator der Diözesankurie des Erzbistums Baltimore. Außerdem gehörte er dem Aufsichtsrat der Diözesancaritas an.
Papst Franziskus ernannte ihn am 5. Dezember 2016 zum Weihbischof in Baltimore und Titularbischof von Tasaccora. Der Erzbischof von Baltimore, William Edward Lori, spendete ihm und dem gleichzeitig ernannten Mark Edward Brennan am 19. Januar des folgenden Jahres die Bischofsweihe. Mitkonsekratoren waren der Alterzbischof von Baltimore und Kurienkardinal Edwin Frederick O’Brien sowie der Erzbischof von Washington, Donald Kardinal Wuerl.